# Décès en mars 1987
Décès
- 1983
- 1984
- 1985
- 1986
- 1987
- 1988
- 1989
- 1990
- 1991

Pour une information complémentaire, voir la page d'aide.

| Date     | Nom                     | Activités                                                                | Âge | Source |
| -------- | ----------------------- | ------------------------------------------------------------------------ | --- | ------ |
| 1er mars | Bertrand de Jouvenel    | économiste et homme de lettres français.                                 | 83  |        |
| 2 mars   | Ammar Farhat            | peintre tunisie                                                          | 76  |        |
| 3 mars   | Danny Kaye              | acteur américain                                                         | 76  |        |
| 5 mars   | Georges Arnaud          | écrivain, auteur du Salaire de la peur                                   | 69  |        |
| 6 mars   | Eddie Durham            | tromboniste, guitariste et arranguer de jazz américain                   | 80  |        |
| 7 mars   | Eugène Ebiche           | peintre polonais                                                         | 90  |        |
| 12 mars  | Henry Leray             | peintre français                                                         | 81  |        |
| 13 mars  | Finn Viderø             | organiste et compositeur danois                                          | 80  |        |
| 14 mars  | Tex Fletcher            | cowboy chantant, acteur et animateur de radio et de télévision américain | 77  |        |
| 19 mars  | Louis de Broglie        | père de la mécanique ondulatoire français                                | 94  |        |
| 21 mars  | Dean Paul Martin        | acteur et chanteur américain                                             | 35  |        |
| 22 mars  | Atila Biro              | architecte et peintre hongrois, naturalisé français                      | 56  |        |
| 22 mars  | Henri de Linarès        | peintre animalier français                                               | 82  |        |
| 23 mars  | Emilio Giuseppe Dossena | peintre italien                                                          | 83  |        |
| 26 mars  | Walter Abel             | acteur américain                                                         | 88  |        |
| 27 mars  | Yūkei Teshima           | peintre et calligraphe japonais                                          | 85  |        |
| 28 mars  | Patrick Troughton       | acteur britannique                                                       | 67  |        |
| 30 mars  | André Marfaing          | peintre et graveur français                                              | 61  |        |